# Pomagagnon
Le Pomagagnon, culminant à 2 450 m d'altitude, est un chaînon montagneux des Dolomites ampezzanes, massif alpin situé en Italie (Vénétie). Il constitue la partie la plus à l'ouest du groupe du Cristallo.
Sa proximité avec la station de Cortina d'Ampezzo, qu'il surplombe de 1 200 m, en fait une des montagnes les plus familières de cette station.

## Géographie

### Situation
Situé au nord et à proximité immédiate de Cortina d'Ampezzo, le Pomagagnon domine le bassin d'Ampezzo à l'ouest et le val Padeon à l'est. La Forcella Zumeles (2 072 m) au sud le sépare du reste du groupe du Cristallo. À l'intérieur du chaînon, la Forcella Pomagagnon sépare la section de Pomagagnon de celle de Crepe di Zumeles.
Il est situé à l'intérieur du parc naturel des Dolomites d'Ampezzo.
Le groupe du Pomagagnon se trouve au niveau administratif sur le territoire de Cortina d'Ampezzo.

### Sommets
Malgré leur altitude modeste, les parois du Pomagagnon dominent de 650 m le bas des faces.
Ce groupe de montagne a une structure assez complexe qui peut être divisée en trois sections à partir de l'ouest :
- Ra Pezories ;
- Pomagagnon ;
- Crepe di Zumeles.

La chaîne dentelée du Pomagagnon comprend une série de cimes entre 2 300 m et 2 500 m d'altitude :
- Punta Fiames - 2 240 m ;
- Punta della croce - 2 300 m ;
- Campanile Dimai - 2 310 m ;
- Croda Longes - 2 443 m ;
- Croda del Pomagagnon - 2 450 m ;
- Testa del Bartoldo - 2 435 m ;
- Croda dei Zestelis - 2 342 m ;
- Punta Erbing - 2 301 m.

### Géologie

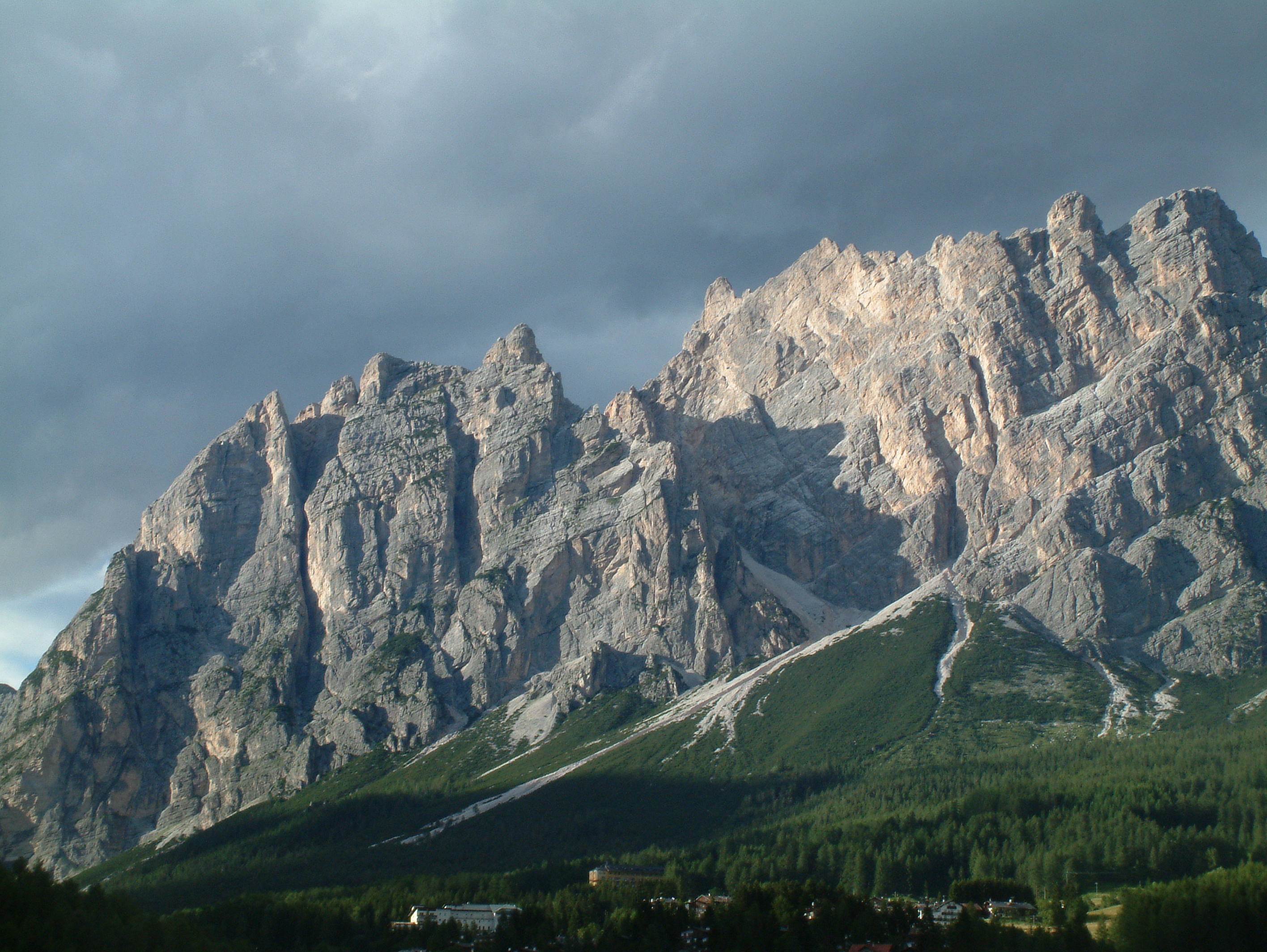
Le chaînon du Pomagagnon vu de la vallée d'Ampezzo.

Le groupe du Pomagagnon est caractérisé par une abondance de dolomie, roche sédimentaire carbonatée remontant au trias supérieur. Comme le reste des Dolomites, ces montagnes se sont formées au cours de la période du Crétacé à la suite de la collision des continents africain et européen.

## Tourisme

### Alpinisme
Le rocher du Pomagagnon étant en général de bonne qualité, il existe de nombreuses voies d'escalade de tout niveau.

### Via ferrata[4]

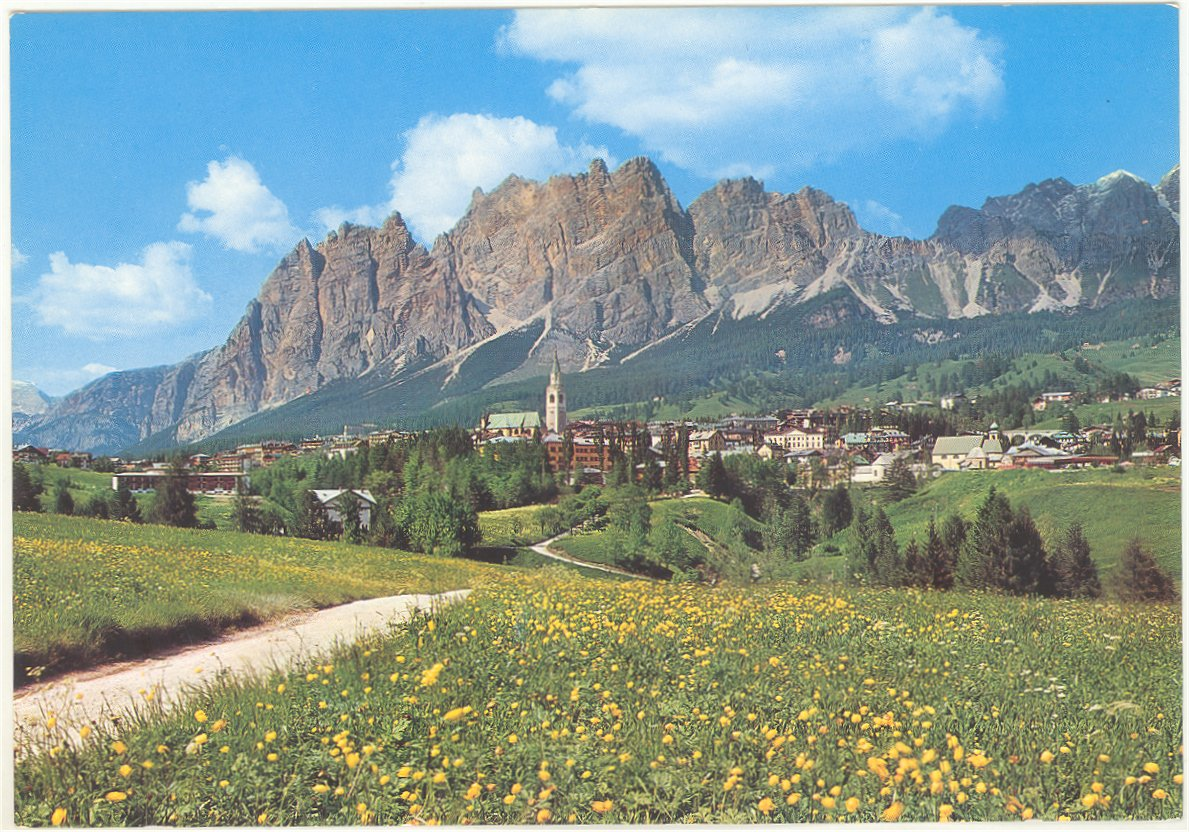
Cortina d'Ampezzo et le chaînon du Pomagagnon.

- Via ferrata Albino Michielli Strobel (53) permet de gravir la Punta Fiames.
- Via ferrata Terza Cengia (54) d'une longueur de 6 km et avec un dénivelé de 700 m qui permet de gravir la Punta Erbing.